# 安城支線
安城支線（日语：／）是連接愛知縣安城市南安城站至國鐵（現時：JR東海）安城站之間的名古屋鐵道（名鐵）鐵道路線。為西尾線的支線。

## 路線資料
※如沒有特別指明，資料截至路線廢除前一刻
- 路線距離（營業距離）：1.1公里[2]
- 軌距：1067毫米[2]
- 車站數目：2座（包括起終點站）[2]
- 雙線區間：沒有（全程單線）[3]
- 電氣化區間：全線（直流1500V）[2]

## 歷史
現時西尾線新安城站至西尾站之間是由碧海電氣鐵道（碧電）建設。而在中國抗日戰爭時候，碧電建設了連接碧電線南安城至省線安城之間的支線，以用作運送貨物與連接東海道本線。那支線在1939年（昭和14年）12月25日起開始貨運業務。而鄰接省線安城站的碧電貨運車站則名為新安城站。
在1944年（昭和19年）3月1日，碧電合併至名古屋鐵道（名鐵）。舊·碧電線全線改名為碧西線。在1948年（昭和23年）5月16日，再改名為西尾線，而南安城至新安城之間成為了西尾線的安城支線。
後來在1950年（昭和25年）舉行第5回國民體育大會（愛知國體），壘球的會場定於安城町內。在同年10月28日起5日間，安排了臨時客運列車行走該支線。隨後在翌年3月21日起，正式開設客運班次行走該支線。隨著開設客運業務，新安城站改名為安城站，與國鐵共用車站，車站業務委托國鐵負責。
但是，安城支線的主要客源都是上班與上學乘客，因此日間時段會比較冷清。名鐵比較重視於自家路線連接至名古屋，因此對於此線連接國鐵來說是比較冷淡。使支線內的列車只會在支線內行走，並且班次也較少。後來在1960年（昭和35年）3月27日，當時的西尾線架空電纜電壓提升時，雖然此線也同時提升電壓，但是由於貨運量減少，因此計劃把此線的客運服務由巴士取代。最後在翌年1961年（昭和36年）7月30日廢除。

### 年表
- 1939年（昭和14年）12月25日 - 碧海電氣鐵道（日语：碧海電気鉄道）南安城站至新安城站之間的貨物支線開通[5][注 1]。
- 1944年（昭和19年）3月1日 - 名古屋鐵道收購碧海電氣鐵道，成為名古屋鐵道碧西線的一部分[6]。
- 1948年（昭和23年）5月16日 - 碧西線改名為西尾線，南安城站至新安城站之間名為安城支線[7][1]。
- 1950年（昭和25年）10月28日 - 為了運送第5回國民體育大會（日语：第5回国民体育大会）的觀眾。在同年11月1日前開設臨時的客運業務[10]。
- 1951年（昭和26年）3月21日 - 正式開設客運業務[10]。新安城站改名為安城站，與國鐵共同車站[7]。
- 1960年（昭和35年）3月27日 - 架空電纜升壓至1,500 V[6]。
- 1961年（昭和36年）7月30日 - 全線廢除[6]。

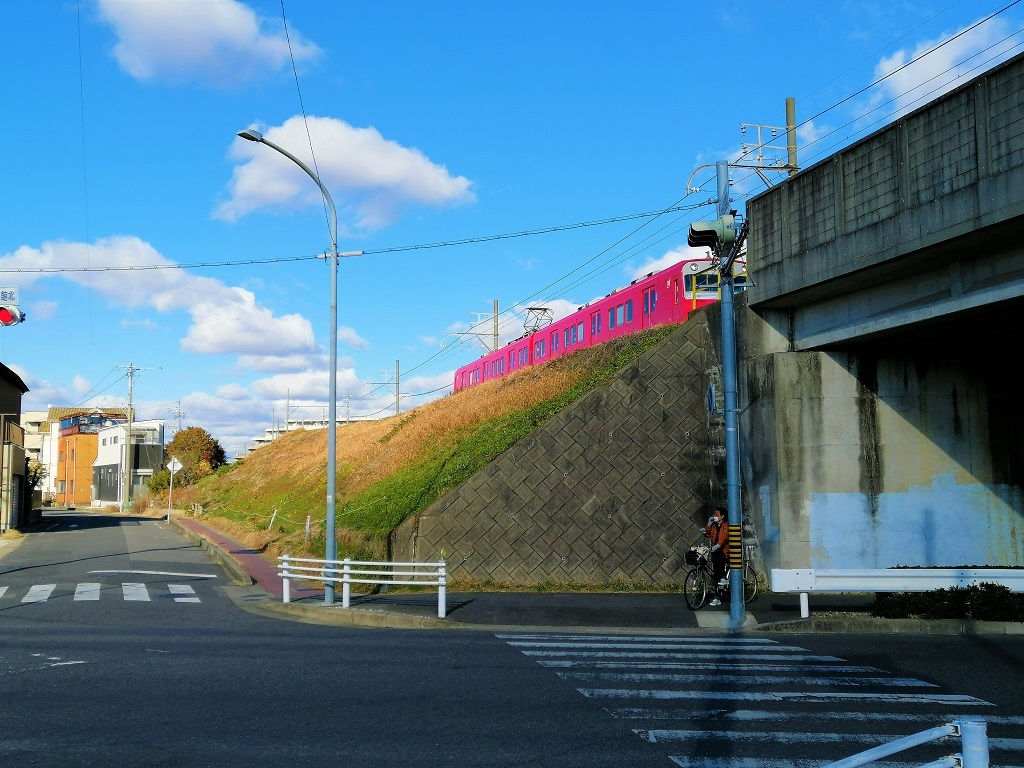
安城支線跡地（左邊的道路）
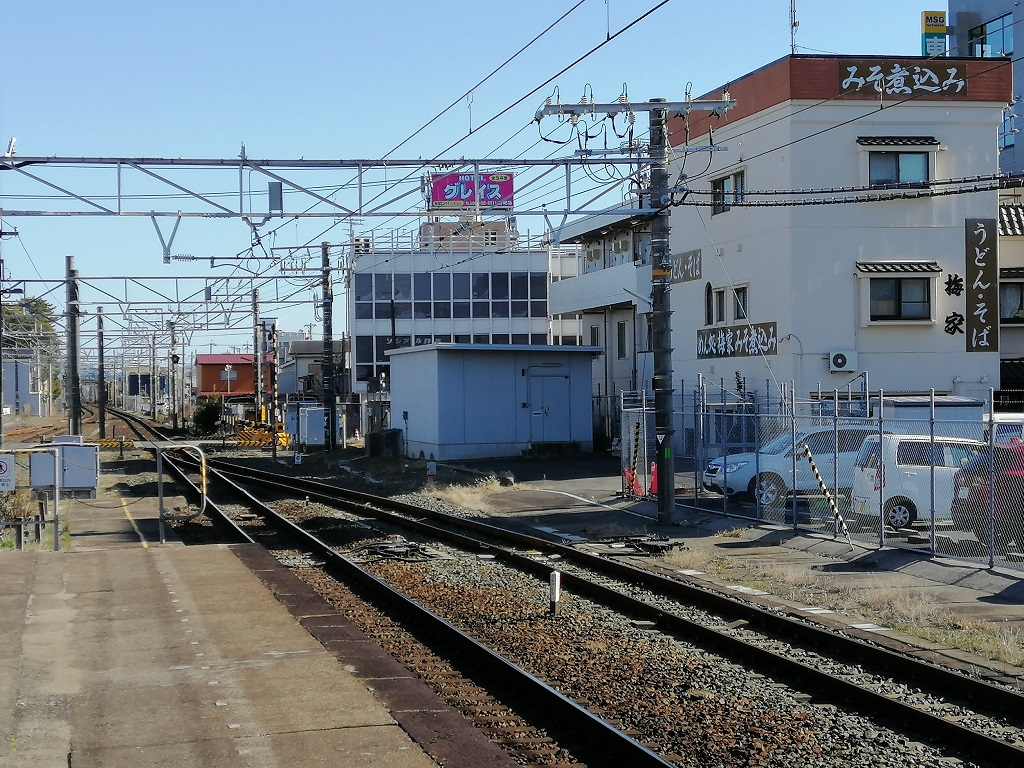
安城支線分岔處是位於JR安城站的東南方

## 配線圖
| ← 今村 方向                                                                                               | 安城支線 站內配線略圖（1957年） | → 西尾 方向 |
| 图例 参考文献： 清水武、田中義人《名古屋鐵道車輛史 下卷》 Alpha Beta Books，2019年。ISBN 978-4865988482。 |                                 |             |

## 運行形態
截至1960年（昭和35年）1月，南安城站至安城站之間的乘車時間為約4分鐘。所有列車只會在支線內行走。並且一列列車會同時載客和載貨。
行走安城支線的司機是由西尾乘務區負責。在末期由南安城站的站內司機負責。

### 時間表
| 時 | 7     | 8     | 9     | 10 | 11    | 12 | 13 | 14 | 15 | 16 | 17    | 18    | 19 | 20       | 21 | 22 | 23 |
| -- | ----- | ----- | ----- | -- | ----- | -- | -- | -- | -- | -- | ----- | ----- | -- | -------- | -- | -- | -- |
| 分 | 29 58 | 13 28 | 03 58 |    | 02 58 | 58 | 58 |    |    |    | 00 28 | 01 26 | 27 | 03 28 58 |    |    |    |

## 車輛
當初以貨運線身份開業時，貨運列車是由電力機車或電動列車牽引鐵路貨車。在1941年（昭和16年），名鐵與三河鐵道合併後，三河鐵道的200形（舊・岡崎電氣軌道200形）變為名鐵Mo460形，並且開始在碧西線上行走，有時也會行走安城支線。在1943年（昭和18年），一度被除籍的前貴賓車廂ToKu2號電動列車進行維護後再次役入服務，型號變更為Mo40形（在1948年再改為Mo85形），開始用作牽引鐵路貨車。在開設客運業務後，開始使用安城支線的專用車輛。當時會使用Mo85形載客，並且由該車輛牽引4至5架棚車。
Mo85形在升壓至1,500伏特時退役。隨後由Mo1080形（前・三河鐵道De100形）等木造車輛行走支線。
關於運送貨物時作使用的電力機車方面。在600伏特時代使用DeKi360形，在1,500伏特時代使用DeKi370形。

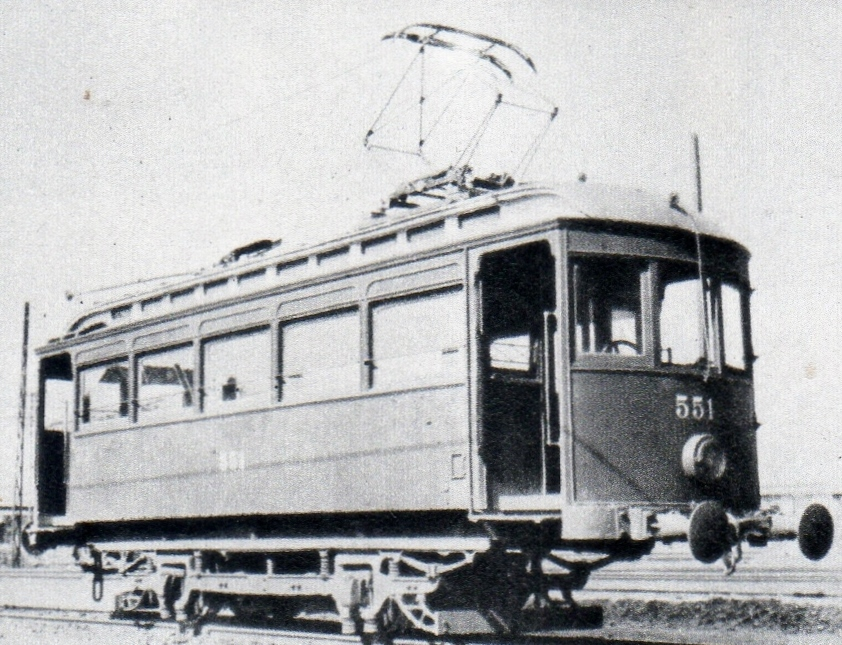
Mo40形／Mo85形 (圖中是除籍前的DeShi550形時代)
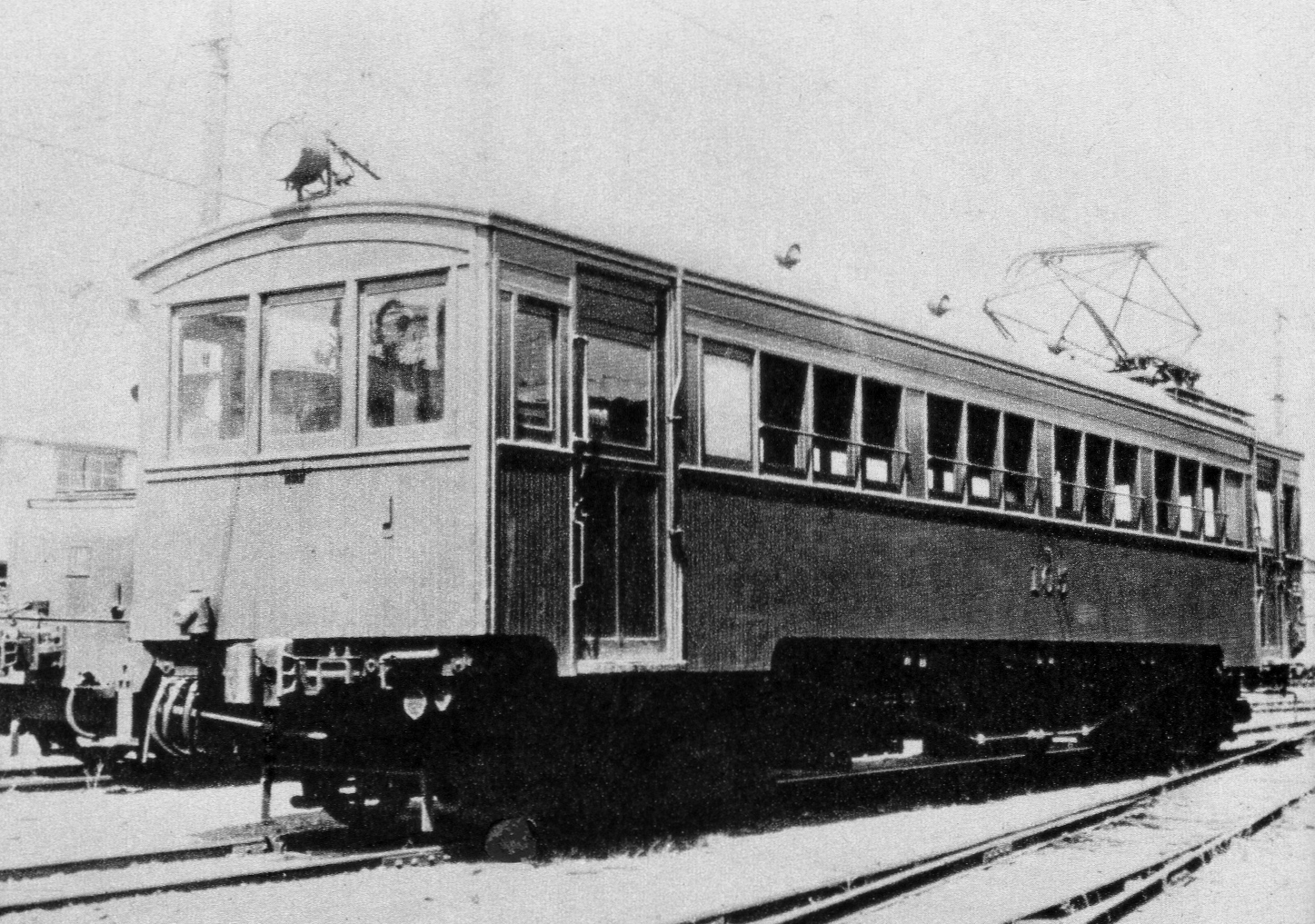
Mo1080形 (圖中是三河鐵道De100形時代)

## 車站列表
- 所有車站位於愛知縣安城市內。
- 車站名稱、接續路線名稱、營業距離與所在地取自路線廢除當刻[2]。

| 中文站名 | 日文站名 | 英文站名    | 營業 距離 | 接續路線                 |
| -------- | -------- | ----------- | --------- | ------------------------ |
| 南安城   | 南安城   | Minami-Anjō | 0.0       | 名古屋鐵道：西尾線       |
| 安城     | 安城     | Anjō        | 1.1       | 日本國有鐵道：東海道本線 |

## 注腳